# The Pauliad

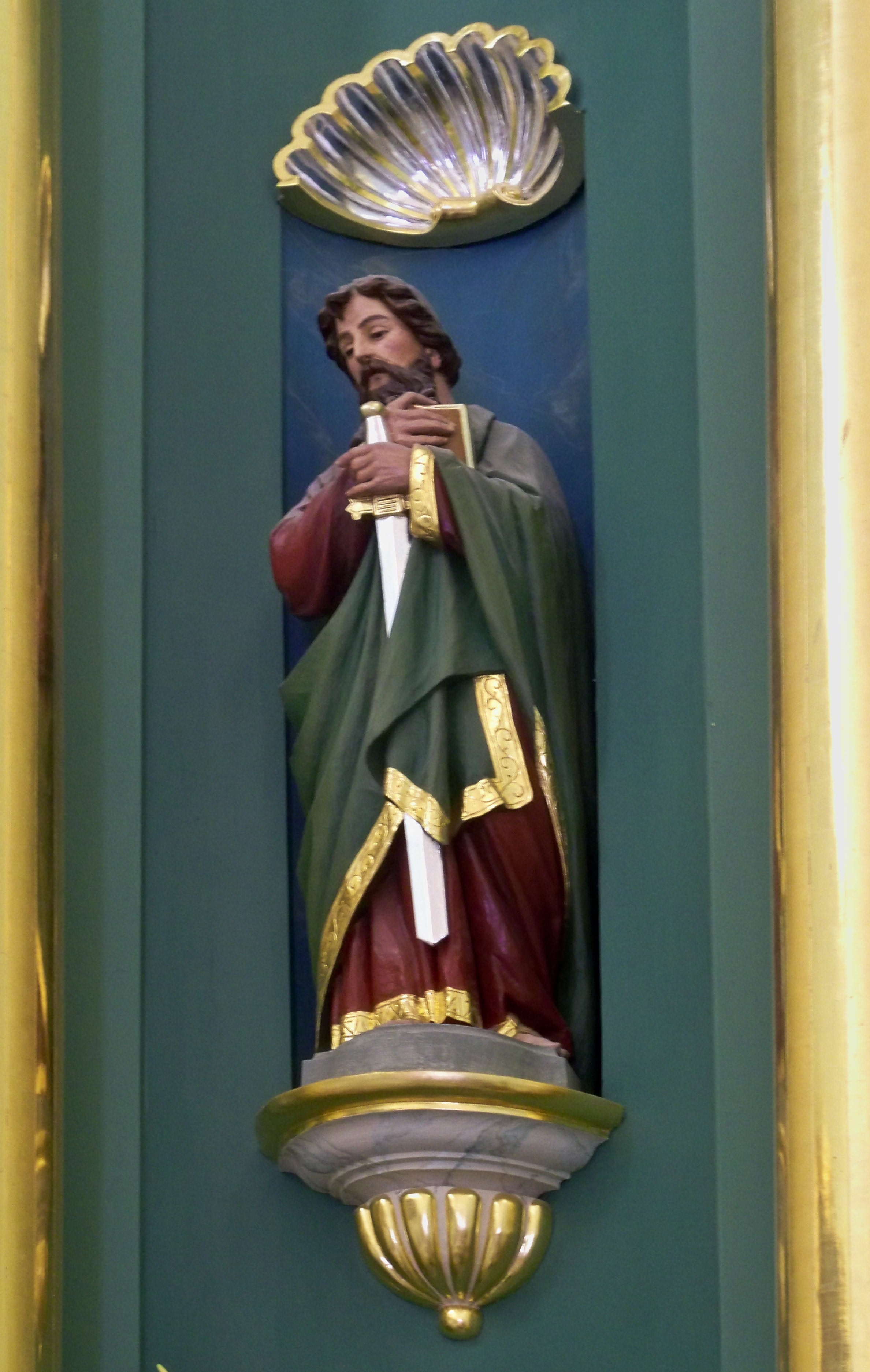
Posąg św. Pawła w Kościele Opatrzności Bożej w Trzebosi

The Pauliad – anonimowy angielski epos opublikowany w 1863 w Londynie nakładem oficyny John Maxwell and Company. Oficjalnym subskrybentem dzieła był ówczesny książę Walii. Pełny tytuł eposu brzmi: The Pauliad, or the Last Days of the Great Apostle to the Gentiles. Wydana część pierwsza składa się z sześciu ksiąg. Utwór jest napisany dystychem bohaterskim (heroic couplet), czyli parzyście rymowanym pentametrem jambicznym. Opowiada o ostatnich dniach życia Apostoła Pogan, św. Pawła. Akcja eposu rozpoczyna się opisem wielkiego pożaru Rzymu z 64 roku naszej ery, który stał się pretekstem do prześladowań pierwszych chrześcijan.
Of God's chief- chosen instrument to bring 

Man to the knowledge of the truth I sing: 

Of him whose faith and energy comhined, 

Wrought wondi'ous changes in the human mind : 

Whose fervent zeal and toilsome travel spread 

Uevealed religion : and the Gospel sped 

 'Mongst heathen nations ; hitherto immersed 

In darkness deep ; — whose idols he dispersed — 

Gave to the winds their mythologic lore. 

Made them with him the one true God adore: